# Kohtla-Järve Viru Sputnik
Kohtla-Järve Viru Sputnik ist ein estnischer Eishockeyclub aus Kohtla-Järve, der 2003 gegründet wurde und in der Meistriliiga spielt. Die Heimspiele werden in der 2000 Plätze fassenden Kohtla-Järve jäähall ausgetragen.

## Geschichte
Nach der Auflösung des HK Central Kohtla-Järve wurde 2003 als Nachfolgeverein der Kohtla-Järve Viru Sputnik gegründet und belegte im Folgejahr den fünften Rang in der höchsten estnischen Spielklasse. Von 2005 bis 2007 platzierte sich das Team weitere drei Mal in Folge auf dem fünften Platz. Im Spieljahr 2009 errang die Mannschaft den zweiten Rang hinter dem Meister HK Stars. 2010 gewann der Verein erstmals die estnische Meisterschaft.
Weiters nahm der Club in der Saison 2010/11 an der Austragung des IIHF Continental Cup teil und stieg in der zweiten Runde in den Wettbewerb ein. In dieser verbuchte die Mannschaft gegen KS Cracovia, Tilburg Trappers und CH Jaca zwei Siege und eine Niederlage. Dadurch verpasste die Mannschaft als auf Platz zwei klassiertes Team den Einzug in die nächste Runde.

## Erfolge
- Estnischer Meister (1): 2010